# ビーバー島 (ミシガン湖)
ビーバー島（英: Beaver Island）は北米の五大湖の1つ、ミシガン湖上に位置するビーバー諸島の主島である。アメリカ合衆国ミシガン州のシャルルボア郡に属している。19世紀に末日聖徒イエス・キリスト教会の一派が宗教王国を築いた島として知られる。2020年時点の推定人口は654人。

## 地理
ビーバー島はミシガン湖の北部、シャルルボアの町の沖合約48kmに位置し、面積145㎞2を有するミシガン湖最大の島である。周辺の13の島々を合わせてビーバー諸島を形成する。ビーバー島以外には恒常的な人口はなく、定期フェリー航路、航空サービスのいずれもビーバー島にのみ通じている。
ビーバー島は行政上、島の面積の94%を占めるピーン（Peaine）と、島の北端および周辺の無人島を含むセントジェームス（St. James）という2つのタウンシップ（郡区）に分割されており、島の北部のパラダイス湾沿岸部、セントジェームスに人口が集中している。
島の面積の約3分の1は、ミシガン州自然資源局が保有している。ビーバー島および周辺の島々はビーバー諸島州立野生生物研究区域に指定されており、より小さな島々についてはミシガン諸島国立野生生物保護区の域内にある。

### 周辺の島々
ビーバー諸島を構成する島々のうち、主要なものは以下のとおりである。群島の大部分は州政府の官有地となっている。
| 島名               | 現地表記         | 面積（km2） | 座標                                                              |
| ------------------ | ---------------- | ----------- | ----------------------------------------------------------------- |
| ガーデン島         | Garden Island    | 20          | 北緯45度48分 西経85度29分 / 北緯45.800度 西経85.483度             |
| ハイ島             | High Island      | 14.1        | 北緯45度43分30秒 西経85度41分00秒 / 北緯45.72500度 西経85.68333度 |
| ホグ島             | Hog Island       | 8.4         | 北緯45度47分30秒 西経85度21分58秒 / 北緯45.79167度 西経85.36611度 |
| ウイスキー島       | Whiskey Island   | 0.97        | 北緯45度48分40秒 西経85度36分40秒 / 北緯45.81111度 西経85.61111度 |
| ノースフォックス島 | North Fox Island | 3.32        | 北緯45度28分45秒 西経85度46分38秒 / 北緯45.47917度 西経85.77722度 |
| サウスフォックス島 | South Fox Island | 13.89       | 北緯45度24分56秒 西経85度50分47秒 / 北緯45.41556度 西経85.84639度 |

このうち、ノースフォックス島とサウスフォックス島はシャルルボア郡の南西のリーラノー郡に属している。このほか小さな島々としてGull, Squaw, Trout, Grape, Hat, Shoe, Pismireの各島がある。
ガーデン島には約3500人のアニシナアベが埋葬されたガーデン島インディアン墓地がある。米国最大のインディアン墓地として知られており、1978年にアメリカ合衆国国家歴史登録財に登録されている。

## 自然

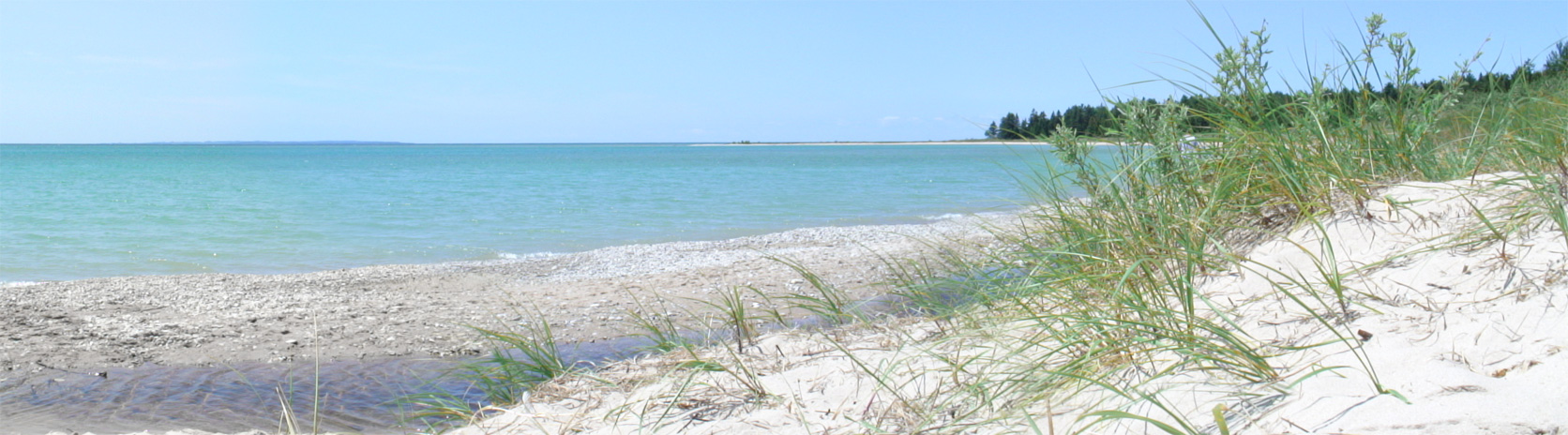
島の南部に位置するアイアン・オレ・ベイ。遠方にノースフォックス島を望む

ビーバー島の内部には、砂丘、砂浜、玉石浜、内陸湖、湿地、広葉樹林、針葉樹林、古い開墾地など多様な環境が分布しており、ミシガン湖や五大湖の他の島々と比べても、その生態系の豊かさにおいて抜きんでている。島の内部の森林はサトウカエデを中心とする広葉樹混交林で、アメリカカラマツやクロトウヒ、ニオイヒバなどの針葉樹の間に湿地や湖沼が点在している。沿岸部ではトウヒ、バルサムモミ、ニオイヒバ、マツ、カナダツガなどが多く見られる。砂丘は島の西側に多く、海岸線には断崖や海岸湿地なども見られる。
これまでビーバー島では野生生物の目録をまとめた研究は行われていないが、ミシガン州の他地域では見られない数十の種が生息していると伝えられている。島の沿岸部で見られるフエコチドリなどはその一例である。島の海岸線では、Iris lacustris、Solidago houghtonii、Cirsium pitcheri、Tanacetum huronenseなどの五大湖周辺にしか生息しない植物が繁茂し、絶滅危惧種であるErythranthe michiganensisも小川で見ることができる。
動物種もオジロジカからアメリカビーバーまで豊富に生息する。鳥類では国指定の絶滅危惧種であるフエコチドリが営巣しているほか、ハクトウワシ、ハシグロアビ、クロワカモメ、アメリカセグロカモメ、アジサシ、オニアジサシなどの姿がみられる。爬虫類や両生類は群島全体で11種が確認されている。もっともよく見られる種はアカガエル属のLithobates clamitans、セアカサラマンダーなどである。

## 歴史

### 先住民の定着
ビーバー島は、数千年前の五大湖地域における氷河の変動によって生まれた。口承によれば、アメリカ先住民の諸部族は五大湖を渡る際にビーバー島を通過し、その結果島には鏃や陶片、調理場などの考古学的遺物が残っている。1700年代半ばに白人との接触により後退したオジブワ（アニシナアベ）が西へと移動してビーバー島に定着した。アニシナアベ語ではAmikwag-endaad（「ビーバーの住処」）と呼ばれる。
16世紀初頭にはこの島に関する漠然とした記述が見えるが、具体的な報告がなされたのは、1720年代に五大湖地域を探索したピエール・フランソワ・ザヴィエ・ド・シャルルヴォワ神父によってであった。18世紀初頭にはヨーロッパ人の入植者が島に到着し、狩猟や漁業、伐採を行った。1832年に本土から渡ってきた神父らが先住民の一部をカトリックに改宗させた。
五大湖を通過する蒸気船への薪炭供給と好漁場、良港により、経済の中心はマキナック島からこの地に移動しつつあった。1840年代には2つの交易所が形成され、18世紀半ばまでに、島には数十人の白人と先住民の定住者があった。

### 末日聖徒の入植

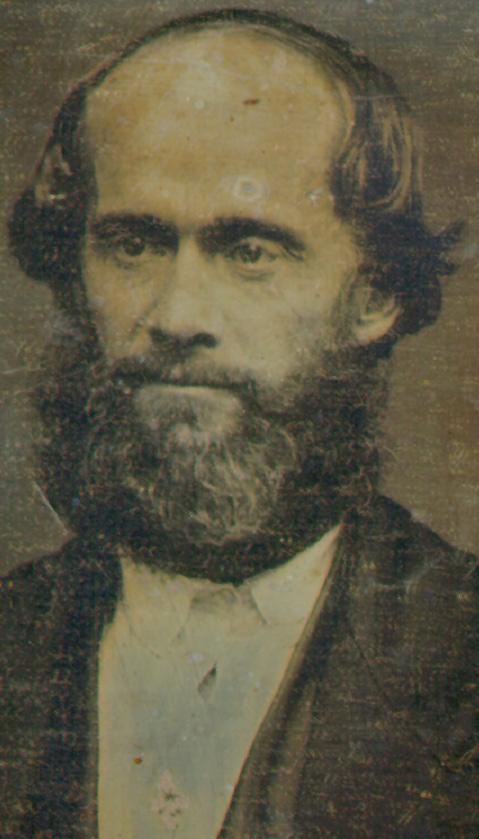
ジェームス・ストラング

1847年、末日聖徒運動（モルモン教）の指導者の1人であるジェームス・ストラングが少数の信徒を引き連れて来島し、彼の名前に因んだセントジェームスという集落を築いた。ストラングは1844年、末日聖徒イエス・キリスト教会の創始者であるジョセフ・スミス・ジュニアが暗殺される5か月前に、スミスから直々にバプテスマを受けていた。
1844年のスミスの死後、教会内では後継者争いが起こった（末日聖徒運動の継承危機）。ストラングは、スミス暗殺の直後に天使から聖任されたという主張と、暗殺の9日前の消印が押された「任命状」を根拠として、正当な指導権を主張した。最終的にモルモン教徒の大半はブリガム・ヤングに導かれてソルトレイクシティに移ったが、それと同様に、ストラングも彼の信徒を批判から守るための土地を必要とした。
「広い水辺に接する土地、そこは多くの木々に覆われ、そのそばには深い入り江が広がっていた」という啓示のもとに、ストラングは1846年に彼の条件に見合う土地を見定めてビーバー島を選んだ。1847年の夏、ストラングと妻のメアリー、約250人の彼の信徒が島に来住して農漁業や製材を営み、その後9年間に島の人口は約900人に達した。島に先住していた人々のほとんどは、ストラング派によって放逐された。
1850年、ストラングは自らの教会の王となることを宣言し、戴冠式を行った。ストラングは州議会議員に立候補し、当時人口の希薄だったミシガン州北部の票を圧倒した。元新聞記者でもあったストラングはThe Northern Islanderという新聞を島で発行したが、これは当時グランドラピッズ以北では唯一の日刊紙であった。
ストラングは一夫多妻制を導入し、批判者を追放するなど神権的な専制を敷いた。マキナック島のアイルランド移民やフランス系カナダ人との漁場争い、さらに「聖別」の教義のもとに行われた漁網や漁船の略奪により、ストラング派は五大湖の海賊の悪名を得るに至った。1851年、連邦政府は官有地での乱伐と郵便物偽造の容疑でストラングとその信徒を拘束し、デトロイトで裁判にかけたが、ストラングの巧みな証言により無罪放免となった。
1855年の選挙でストラングは再び議席を獲得した。マキナック島の代表はビーバー諸島のエメット郡からの切り離しを図り、マニトウ郡として独立させたが、これによって島には独自の裁判制度が創設され、却って州の干渉から島の独立性を高める結果をもたらした。本土のパイン川での覇権争いの結果、対岸の新興入植地であったシャルルボアにもモルモン教徒が入植し、町の要職に就くことになった。
1855年、ストラングは女性信徒に対し、膝丈のドレスと足首丈のキャラコパンツを着用するよう命じたが、女性からの反抗も根強かった（ヴィクトリア朝時代の女性は肌を隠すのが常識であった）。教会は抵抗した女性たちの家族に報復措置を行い、多くの離反者を生む結果となった。1856年、ストラングの腹心の部下であったジョージ・ミラーの娘婿、ベッドフォードらにより彼は銃撃され、7月に死亡した。

### アイルランド移民の入植
ストラングがいなくなったあと約200人の信徒が島から去り、残っていた信徒たちも、数週間後には暴徒に襲われて島を追放された。マニトウ郡の郡役所や裁判所は空席となり、無法地帯として知られるようになった。1895年、ミシガン州議会はマニトウ郡を廃止し、ビーバー諸島をシャルルボア郡とリーラノー郡に分割した。
島の住民は周辺の島々や港湾からのアイルランド移民、祖国のドニゴール県からの漁師が占め、日常会話や教会の礼拝もゲール語で行われるようになった。アイルランド系の入植者にとって、奇妙な新宗教は恨みをもって記憶されていた。ストラング派の痕跡は彼らによって失われたと考えられるが、現在でもストラング暗殺の地には看板が立てられ、通りや湖などにはモルモン教徒の地名が残っている。
アイルランド系の漁師が定着して以降、ビーバー島は「アメリカのエメラルド・アイル」と呼ばれるようになり、国内随一の淡水魚の好漁場として繁栄を喫した。しかし、19世紀後半には本土の漁師による漁場の争奪や漁獲量の急減によって危機に見舞われた。20世紀初頭にはビーバー島材木会社が鉄道を敷設してシカゴやデトロイト向けの大規模林業経営に乗り出した。このころ、近隣のハイ島やガーデン島にも白人やインディアンの集落があったが、経済的圧力によりこれらの島は放棄された。
19世紀後半には観光業が本格化し、手つかずの自然が残る保養地として売り出された。20世紀前半には別荘が開発され、シカゴなどの中西部の都市の家族を受け入れるようになった。1905年には電信ケーブルが開通し、1936年には小型発電機に代わって発電所が島内に開設されるなどインフラも改善された。
1940年代に漁獲量の減少によって商業漁業が衰退を迎えると、1000人以上いた島の人口は200人を下回り、学校や診療所も閉鎖された。しかし1970年代後半には、ミシガン州全域の観光業の振興とともに、ビーバー島でも不動産や住宅を購入する人々が増加した。今日では、島の主産業は建設業が占めるようになっている。

## 生活

### 経済

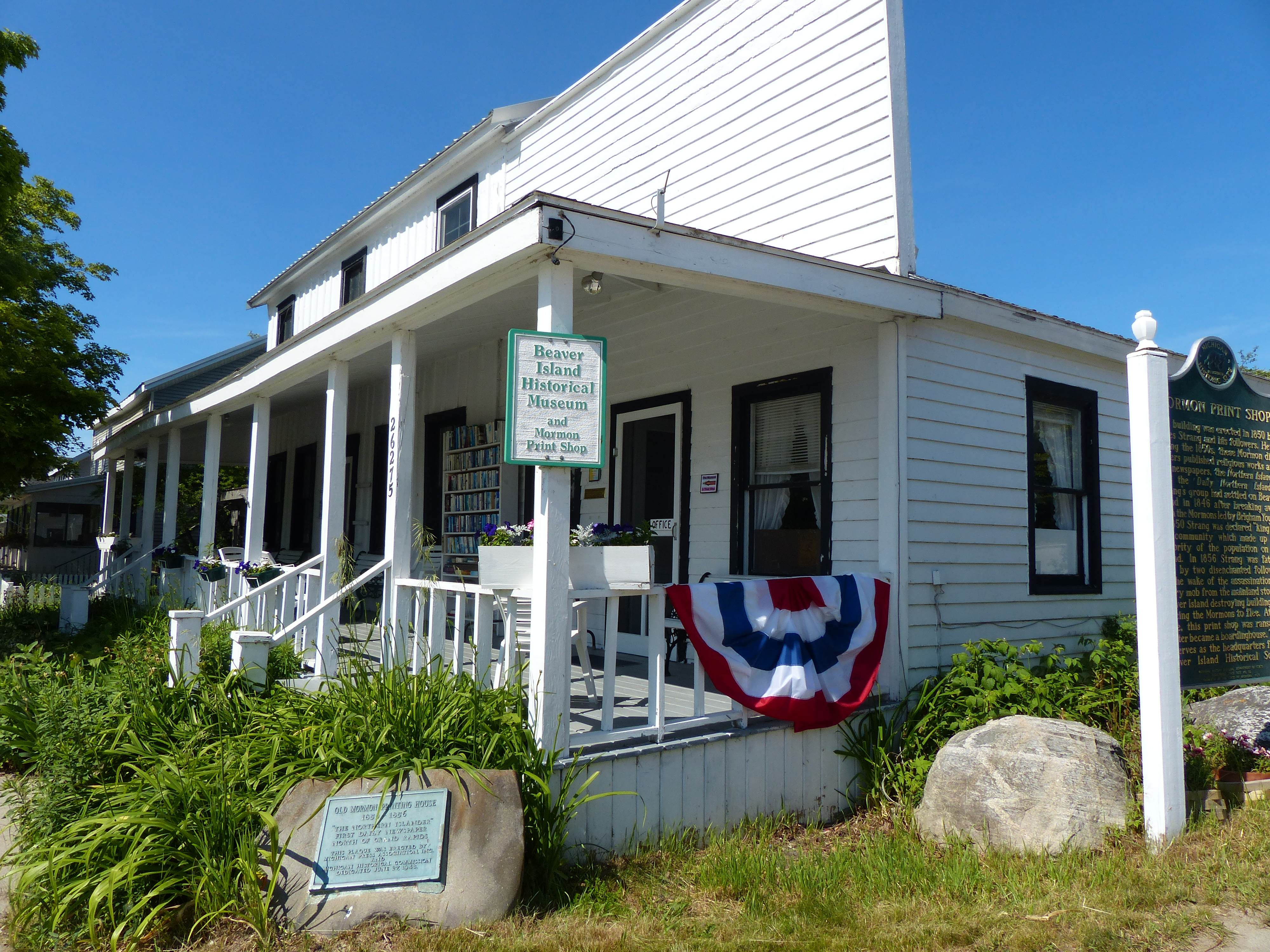
ビーバー島歴史博物館。元はモルモン教徒の出版所だった。

ミシガン北部の多くの町と同様に、観光業はビーバー島の経済の屋台骨となっている。2016年の推計では、成人の労働人口の46%が観光関連のサービス業に従事していた。主要な観光資源としては、豊かな自然を活用したトレッキングコースのほか、音楽祭などのイベント、島の歴史を伝える歴史博物館および湖水博物館などがある。その他の産業としては、建設業やインフラ関連事業の従事者が多数を占めている。

### インフラ
島には水道はなく、各戸に井戸が設けられている。燃料はPetroQueenというバージ船を使って本土のマニスティークから島へ運搬されている。冬場に湖が氷結する前に燃料が備蓄されるが、燃料が不足してきた場合には砕氷船が追加で出動することもある。

### 交通
島内にはBeaver Island AirportとWelke Airportの2社の航空会社があり、それぞれ空港を有している。いずれもシャルルボアへの旅客便を通年で運航している。
海上交通としてはThe Emerald IsleとThe Beaver Islanderの2隻があり、シャルルボアとビーバー島をつないでいる。前者は1997年就航の新造船、後者は1962年建造の古い船で、主にオンシーズンである夏季の週末などの増便が必要な場合に運航されている。フェリーは時期によって2日1便～1日4便運航しており、湖が凍結する12月下旬～4月上旬にかけては休航する。

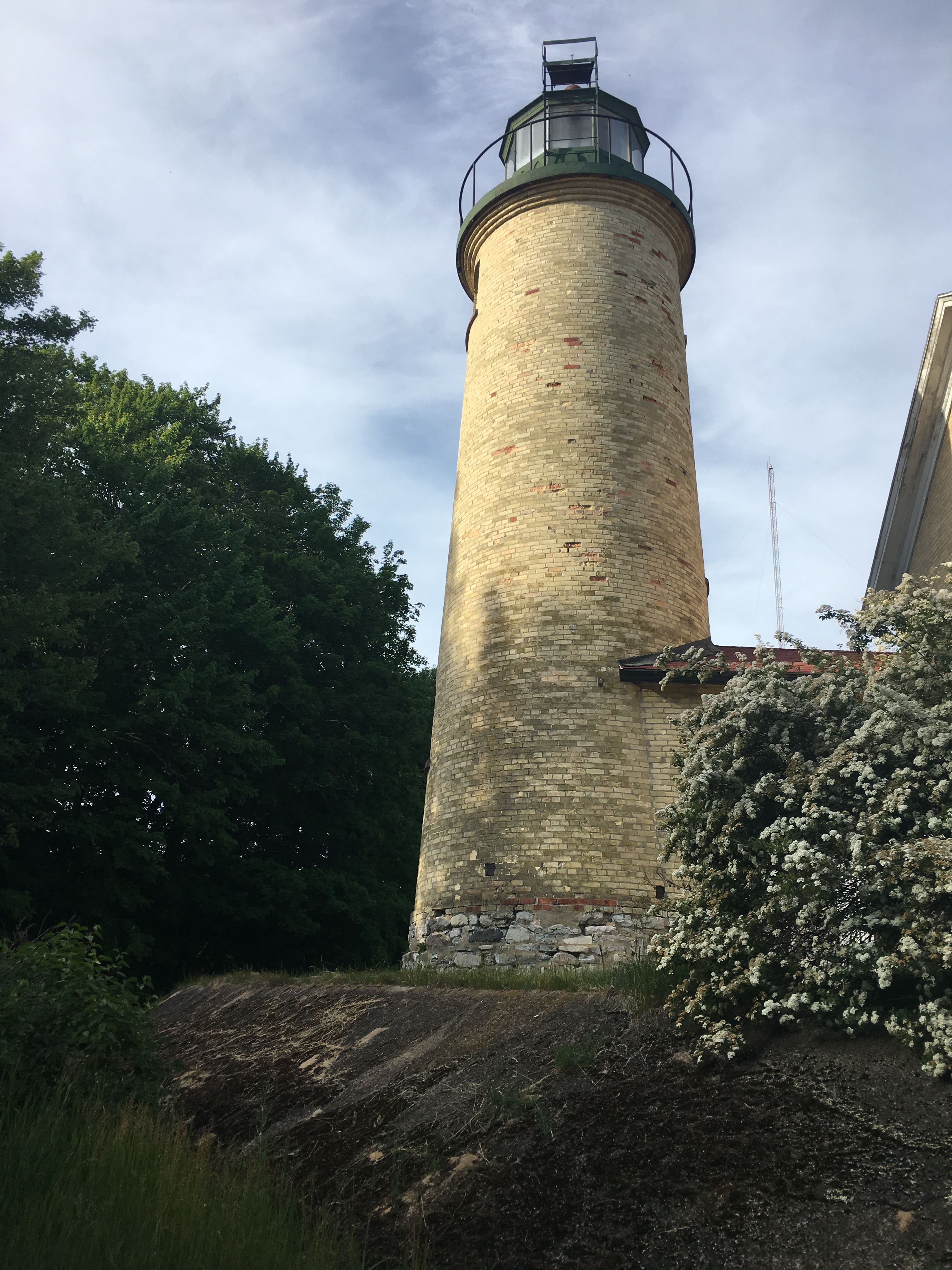
ビーバー島ヘッド灯台

島には2基の灯台が置かれている。北部のビーバー島港灯台とビーバー島ヘッド灯台で、いずれも19世紀後半の建造である。